# 蒙特波尔齐奥卡托内
蒙特波尔齐奥卡托内（義大利語：Monte Porzio Catone），是意大利拉齐奥大区罗马首都广域市的一个市镇。总面积9.36平方公里，人口8934人，人口密度954.5人/平方公里（2009年）。ISTAT代码为058064。